# Marceli Porowski

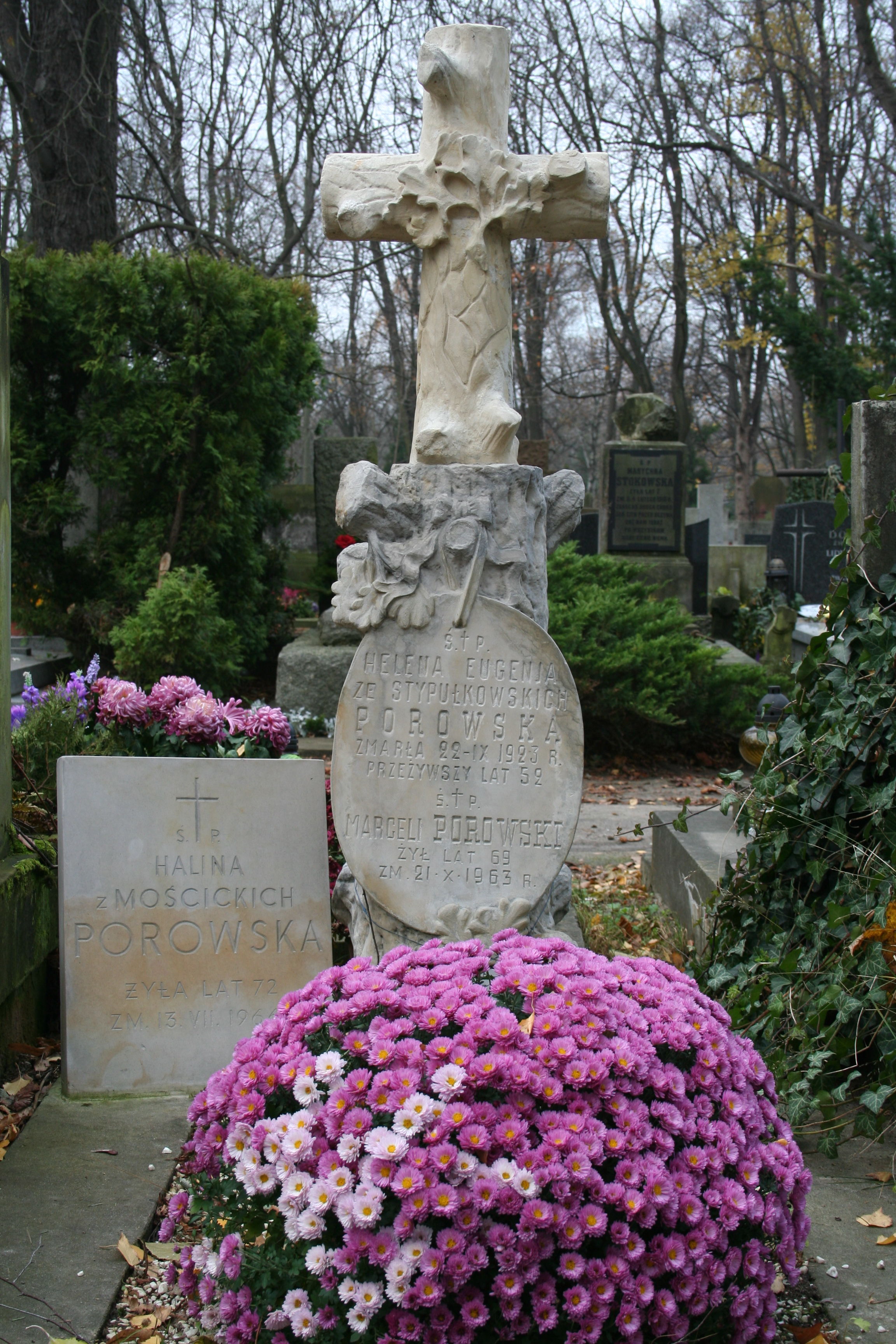
Grób Marcelego Porowskiego na warszawskim cmentarzu Powązkowskim

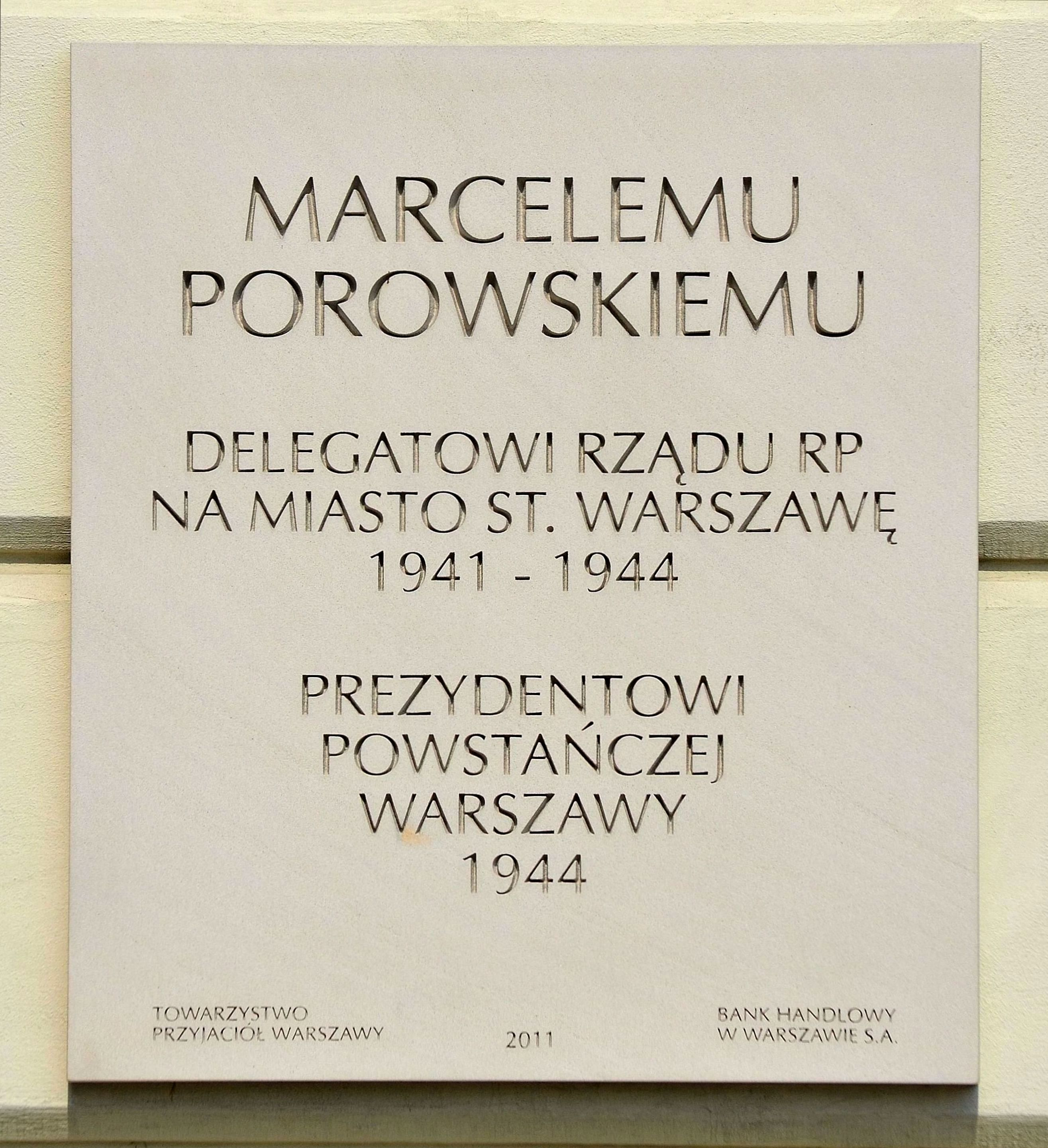
Tablica pamiątkowa na pałacu Jabłonowskich

Marceli Porowski, ps. Sowa, Mazowiecki, Wolski (ur. 4 lutego 1894 w Woli Bystrzyckiej, zm. 21 października 1963 w Warszawie) – polski samorządowiec, działacz konspiracyjny, trzydziesty pierwszy prezydent Warszawy.

## Życiorys
Był synem Marcelego i Heleny ze Stypułkowskich. Ojciec zmarł na tyfus jeszcze przed urodzeniem syna. Uczęszczał do gimnazjum w Białej Podlaskiej i Suwałkach, w 1911 zdał egzamin dojrzałości. W latach 1912–1918 studiował na Wydziale Ekonomicznym Politechniki w Petersburgu.
Od maja 1919 do 1929 był pracownikiem sekcji samorządowej (przekształconej w Departament Samorządowy) Ministerstwa Spraw Wewnętrznych, pełnił m.in. funkcję naczelnika Wydziału Finansów Komunalnych. W międzyczasie przez 10 miesięcy był starostą w Skierniewicach. 7 grudnia 1920 ożenił się z Haliną Mościcką.
Od 1 września 1929 dyrektor biura Związku Miast Polskich, po zmianie statutu - od 1931 do września 1939 dyrektor Związku Miast Polskich. Od 1930 redagował „Samorząd Miejski” - organ prasowy tego związku. Był cenionym znawcą problematyki samorządowej. Od 1935 był zastępcą Rady Naczelnej Międzynarodowego Związku Miast.
We wrześniu 1939 podczas obrony Warszawy został 16 września powołany przez Komisarza Cywilnego przy Dowództwie Obrony Warszawy Stefana Starzyńskiego na delegata dzielnicowego Komisariatu na teren starostwa grodzkiego Praga-Południe.
W okresie okupacji podczas II wojny światowej, pracował w Zarządzie Miasta, a jednocześnie od 1941 pełnił funkcję Delegata Rządu RP na uchodźstwie na miasto stołeczne Warszawę. Od 5 sierpnia 1944 po rozpoczęciu powstania warszawskiego pełnił funkcję władzy cywilnej w Warszawie łącząc stanowiska prezydenta i Komisarza Rządu. Początkowo urzędował na Starym Mieście, skąd 26 sierpnia przedostał się kanałami do Śródmieścia. Swoją funkcję pełnił do kapitulacji 2 października 1944; opuścił Warszawę wraz z ludnością cywilną 7 października 1944.
Po wojnie powrócił do pracy w administracji, był m.in. naczelnikiem wydziału i wicedyrektorem Departamentu Samorządu w Ministerstwie Administracji Publicznej. Od marca 1947 został zdegradowany do funkcji Głównego Inspektora ds. Administracji Publicznej, w styczniu 1949 został przesunięty na stanowisko wicedyrektora w Zarządzie Centralnym MAP, zaś w maju 1950 na podrzędne stanowisko w Ministerstwie Gospodarki Komunalnej.
W czerwcu 1950 został zwolniony z Ministerstwa Gospodarki Komunalnej, podejmując zatrudnienie w Centralnym Zarządzie Biur Projektowych Budownictwa Miejskiego w Warszawie, a następnie w krakowskim oddziale biura jako starszy inspektor. We wrześniu 1951 przeszedł na emeryturę.
8 grudnia 1951 został aresztowany i za działalność w czasie wojny został 10 lutego 1953 skazany na karę śmierci. W maju 1956 został zwolniony z więzienia, rok później zrehabilitowany. W ostatnich latach życia pozostawał na rencie specjalnej.
Marceli Porowski spoczywa na cmentarzu Powązkowskim w Warszawie (kwatera 221-5-14).

## Ordery i odznaczenia
- Krzyż Komandorski Orderu Odrodzenia Polski (pośmiertnie, 10 listopada 2010)[10]
- Złoty Krzyż Zasługi (dwukrotnie: po raz pierwszy 11 stycznia 1928[11])
- Medal Dziesięciolecia Odzyskanej Niepodległości[2]

## Upamiętnienie
2 sierpnia 2010 synowa Marcelego Porowskiego Jadwiga Porowska przekazała na ręce dyrektora Archiwum Państwowego m.st. Warszawy Ryszarda Wojtkowskiego dokumenty Marcelego Porowskiego. Wśród nich znajdują się między innymi wspomnienia prezydenta dotyczące okresu okupacji i Powstania, wyrok śmierci sądu PRL, korespondencja więzienna oraz artykuły pisane po zwolnieniu z więzienia.
Jesienią 2010 ukazała się książka Mariana Marka Drozdowskiego o Marcelim Porowskim.
16 listopada 2011 na ścianie pałacu Jabłonowskich, dawnego Ratusza Magistratu Miasta Warszawy, odsłonięto pamiątkową tablicę ku czci Marcelego Porowskiego.